# 加拿分道

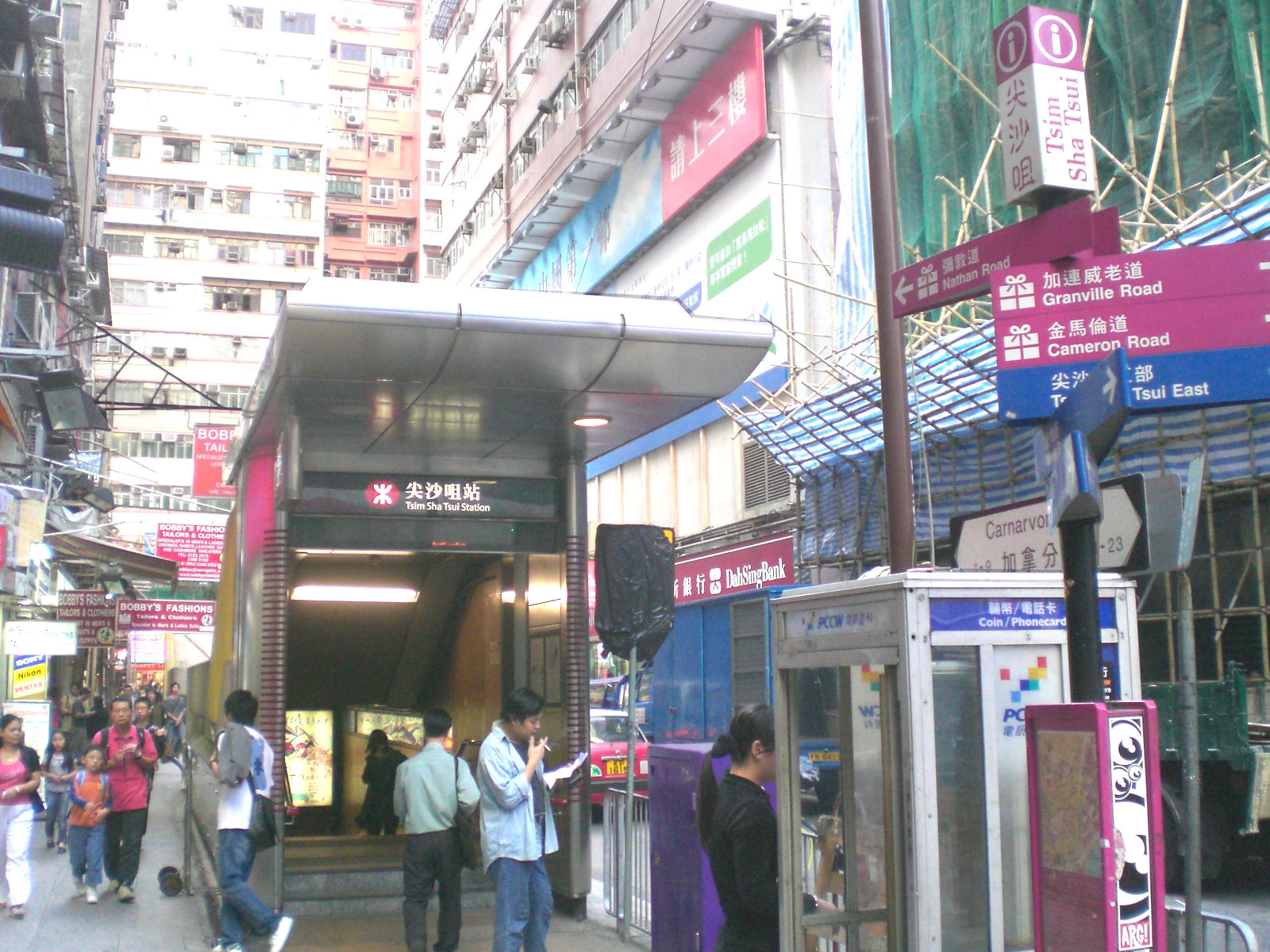
加拿分道尖沙咀站出口

加拿分道（英語：Carnarvon Road，舊譯加拿芬道）是香港九龍半島市中心區內的一條街道，位於尖沙咀彌敦道以東，街道形狀近似拉丁字母「J」。
加拿分道是以威爾士圭內斯郡加拿分（Caernarfon，見加拿分城堡）來命名。

## 鄰近

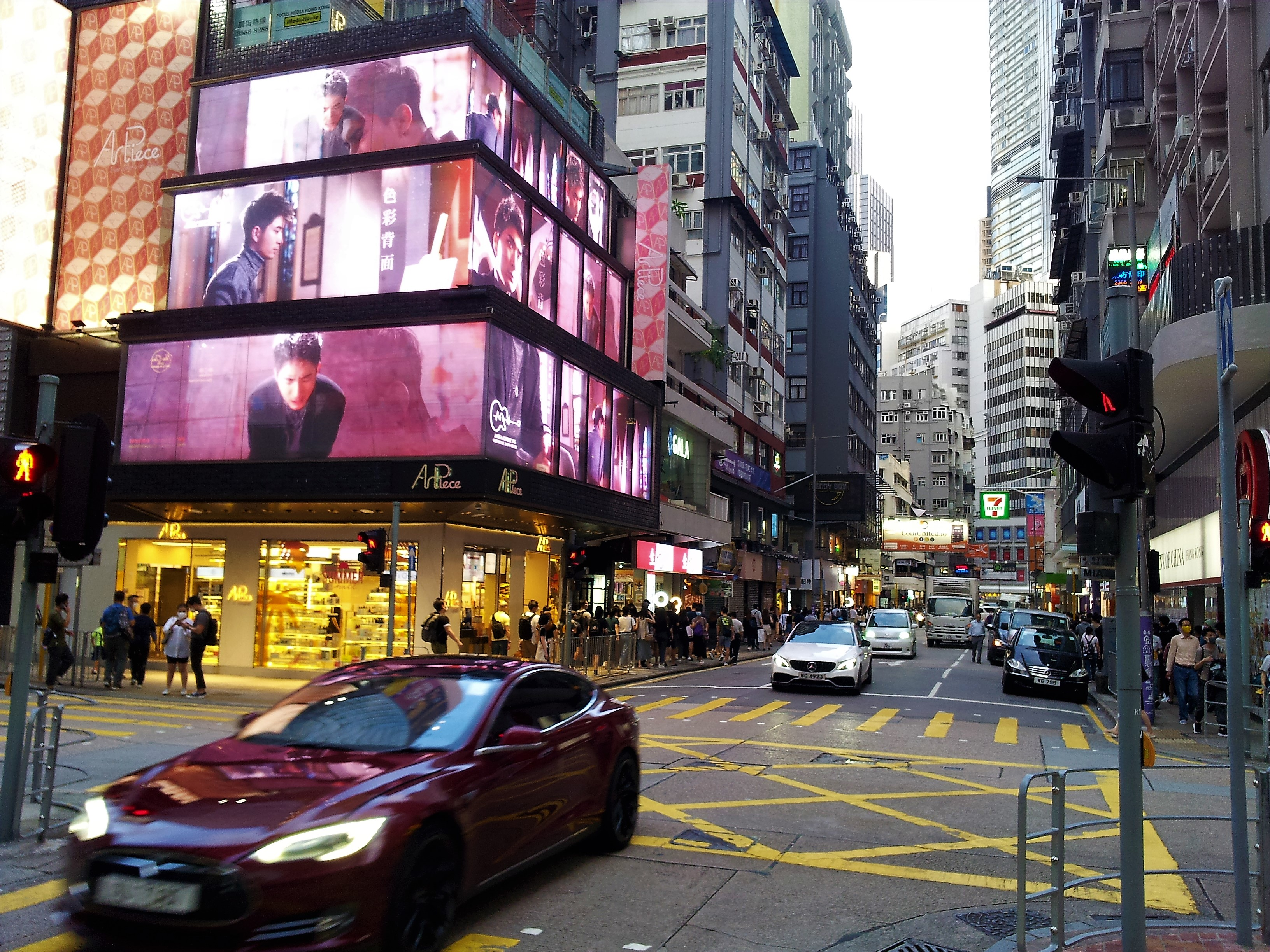
加拿分道近加連威老道交界

- 港鐵尖沙咀站、尖東站
- 碧仙桃路
- 河內道
- 寶勒巷
- 堪富利士道
- 金馬倫道
- 恒生尖沙咀大廈
- 厚福街
- 加連威老道
- 金巴利街
- 金巴利道
- 香港柏悅酒店
- The One
- 美麗都大廈
- 美麗華商場
- 諾士佛臺
- 香檳大廈